# آب‌بیدک زیلائی
آب‌بیدک زیلائی، روستایی از توابع بخش زیلائی شهرستان مارگون در استان کهگیلویه و بویراحمد ایران است.

## جمعیت
این روستا در دهستان زیلائی قرار دارد و براساس سرشماری مرکز آمار ایران در سال ۱۳۸۵، جمعیت آن ۲۱۸ نفر (۴۳خانوار) بوده‌است.

## تخریب در سال ۱۳۹۸
این روستا بر اثر سیل و رانش زمین در ۶ فروردین ۱۳۹۸ دچار تخریب بسیار گسترده شد بطوری که بر اساس خبر رسانه‌ها کاملاً محو شد. در زمان وقوع حادثه، روستا کاملاً از سکنه خالی شده بود و تلفات جانی در پی نداشت.